# Strada europea E841
La strada europea E841 è un asse viario di classe B che collega Salerno ad Avellino. Il suo percorso si snoda completamente in Italia.

## Percorso
| SALERNO - AVELLINO |            |                   |                                      |
| Stato              | Tipologia  | Tratto            | Connessioni con altre strade europee |
| Italia (bandiera)  | autostrada | Salerno-Fisciano  | E45                                  |
| Italia (bandiera)  | autostrada | Fisciano-Avellino | E842                                 |